# Classe Ada
La classe Ada est une classe turque de corvettes lance-missiles, multirôles et furtives, construite par et pour la Marine turque. Livrée à partir de 2011, la classe Ada comprend 12 corvettes. La classe Ada constitue le premier programme sous propriété intellectuelle turque de navires de guerre de grand tonnage.

## Historique

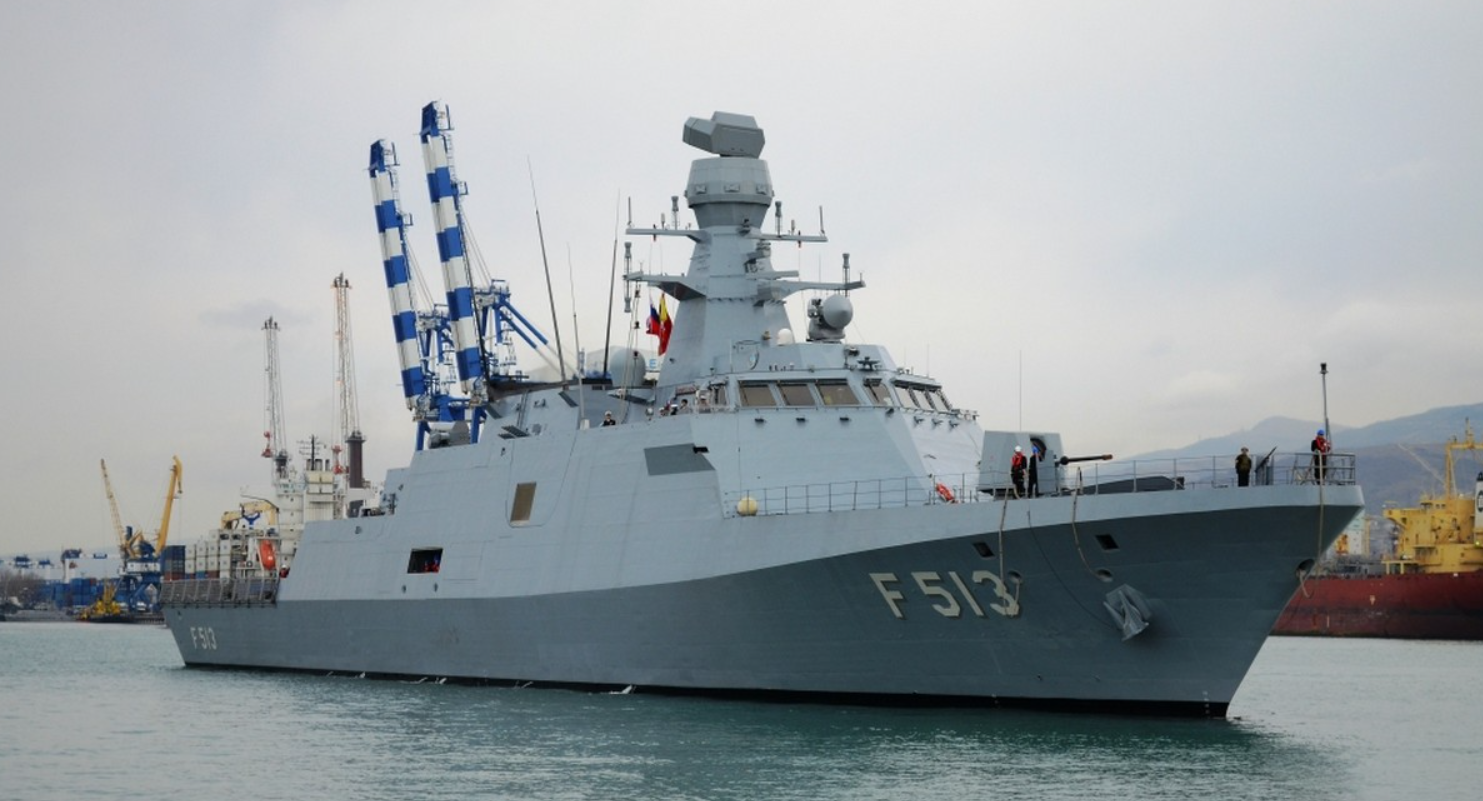
Corvette Burgazada lors d'une visite à Novorossiysk

Le programme Milgem (acronyme du turc de MILli GEMi : « Navire national ») est officiellement lancé en 1996 avec l'offre par 8 constructeurs de 6 pays différents de pas moins de 24 types de bâtiments. Il est alors envisagé la construction sous transfert de technologie de MEKO-100 de TKMS. À la fin 1999. Le sous-secrétariat d'état turc à l'industrie de la défense (SSM) lance un appel d'offres pour la commande de 12 frégates de lutte antiaérienne, dénommée classe TF-2000. La commission de 3 bâtiments de classe Oliver Hazard Perry réduit les besoins à 8, puis 6, puis 4 frégates. Au début des années 2000, il est finalement décidé que les 12 bâtiments seraient construits localement.

## Exportation
Un protocole a été signé avec l'Indonésie pour la vente de 2 Milgem et la modernisation de la flotte militaire de l'Indonésie pour un coût de 2 milliards $.
Plusieurs autres pays sont intéressés par le Milgem, dont :
- Malaisie
- Pakistan
- Bangladesh
- Canada
- Ukraine :
  - Hetman Ivan Mazepa (Corvette).

## Navires

### Classe Ada
| Nom/Pennant | Nom        | Constructeur                                            | Pose de la quille | Lancée            | Réceptionnée      | Situation                                    |
| ----------- | ---------- | ------------------------------------------------------- | ----------------- | ----------------- | ----------------- | -------------------------------------------- |
| TCG F-511   | Heybeliada | Commandement des chantiers navals militaires d'Istanbul | 22 janvier 2007   | 27 septembre 2008 | 27 septembre 2011 | En service actif au sein de la Marine turque |
| TCG F-512   | Büyükada   | Commandement des chantiers navals militaires d'Istanbul | 27 septembre 2008 | 27 septembre 2011 | 27 septembre 2013 | En service actif au sein de la Marine turque |
| TCG F-513   | Burgazada  | Commandement des chantiers navals militaires d'Istanbul | 27 septembre 2013 | 18 juin 2016      | 4 novembre 2018   |                                              |
| TCG F-514   | Kınalıada  | Commandement des chantiers navals militaires d'Istanbul | 18 juın 2016      | 3 juıllet 2017    | -                 | Tests d'acceptation en cours                 |